# 佐世保市立光海中学校
佐世保市立光海中学校（させぼしりつ こうかいちゅうがっこう）は、長崎県佐世保市金比良町にある公立の中学校。

## 概要
歴史
学制改革が行われた1947年（昭和22年）に新制中学校として開校。2017年（平成29年）に創立70周年を迎える。
校区
住所表記で佐世保市の後に「神島町、鵜渡越町、今福町、金比良町、御船町、矢岳町、平瀬町（一部）」が続く地域。小学校区は佐世保市立金比良小学校。
校訓
「光海魂」
校章
1948年（昭和23年）に制定。考案は江頭幸吉による。
校歌
1950年（昭和25年）に制定。作詞は堀江一郎、作曲は池田市郎による。歌詞は3番まであり、各番に校名の「光海中学校」が登場する。

## 沿革
- 1947年（昭和22年）
  - 4月1日 - 学制改革（六・三制の実施）により「佐世保市立愛宕中学校」が開校。
    - 当初、佐世保市立琴平小学校[2]、佐世保市立赤崎小学校、佐世保市立船越小学校の3校に分散して設置される。

  - 4月16日 - 開校式を挙行。
  - 10月1日 - 佐世保市立金比良小学校から元・光海工場跡に移転。
- 1948年（昭和23年）
  - 4月1日 - 佐世保市立愛宕中学校より分離し、「佐世保市立光海中学校」（現校名）として独立。
  - 4月19日 - 校章を制定。
- 1950年（昭和25年）
  - 1月 - 校歌を制定。
  - 7月 - 校旗を制定。
- 1962年（昭和37年）2月 - 体育館が完成。
- 1970年（昭和45年）
  - 7月 - 技術科教室が完成。
  - 9月 - プールが完成。
- 1971年（昭和46年）10月 - 楽焼窯が完成。
- 1990年（平成2年）3月 - 新校舎（A棟・B棟）が完成。既存の校舎をC棟とする。
- 1991年（平成3年）3月 - クラブハウス（部室棟）が完成。
- 1993年（平成5年）3月 - パソコン室を設置。
- 1994年（平成6年）9月 - 運動場を整備。
- 1996年（平成8年）11月 - 光海中学校フェスティバル（文化祭）を実施。
- 2001年（平成13年）1月 - ドリームルームが完成。
- 2006年（平成18年）
  - 4月1日 - 2学期制を導入。
  - 9月 - 佐世保市立金比良小学校と合同で運動会を開始。
- 2007年（平成19年）
  - 5月 - 新体育館が完成。
  - 9月 - 運動場を整地。
- 2008年（平成20年）9月 - 佐世保市立金比良小学校との親子方式[3]による完全給食を開始。
- 2010年（平成22年）8月 - C棟の耐震工事が完了。
- 2017年（平成29年）4月1日 - 佐世保市立金比良小学校との小中一貫教育を開始。長崎県内では初めてで、2016年（平成28年）に改正された学校教育法の中の「義務教育学校」という位置づけとなる[4][5]。

## アクセス
最寄りの鉄道駅
- 松浦鉄道（MR）西九州線「佐世保中央駅」

最寄りのバス停
- 西肥バス（させぼバスも含む） 「金比良町」「光海中学校前」

最寄りの幹線道路
- 長崎県道11号佐世保日野松浦線
- 西九州自動車道 佐世保道路 「佐世保中央IC」

## 周辺
- 佐世保市立金比良小学校
- 佐世保市西地区公民館
- 海上自衛隊佐世保地方総監部
- 御船保育所
- 金刀比羅神社
- 佐世保今福郵便局